# 203省道 (浙江省)
203省道，又称鄞州—玉环公路，是浙江省的一条省道，起点位于宁波市鄞州区首南街道，途经姜山镇、云龙镇、奉化区裘村镇、象山县西周镇、泗洲头镇、宁海县长街镇、一市镇、三门县横渡镇、花桥镇、临海市小芝镇、台州市椒江区章安街道、洪家街道、路桥区路南街道、峰江街道、温岭市泽国镇、城南镇、玉环市沙门镇、坎门街道，终点位于玉环市芦浦镇，全长230公里，原为新仓—海宁公路，原编号08，起点位于海宁市，终点位于海宁市丁桥镇新仓，全长16.563公里:106。